# Огниво
Огнивото (огнило, диал. чакмак) е стоманен инструмент за палене на огън.
В миналото огнивото се е използвало за палене на огън, като с него се удря парче кремък, при което се създават искри. Искрата, създадена от удара на огнивото в кремъка, попада в непосредствено разположено парче прахан. Праханта е запалителен материал, получаван обикновено от вид дървесна гъба, която се обработва, за да служи за палене на огън с огниво. Огнивото се изковава от въглеродна стомана с форма, удобна за хващане с ръка. Носи се в специална кутийка или торбичка заедно с кремъка и праханта.

## История
Преди изобретяването на кибрита за разпалване на огън често се използвало просто удряне на различни материали. Преди появата на стоманата разновидности на железен пирит или марказит са се използвали за удар с кремък и други камъни, за да се получи високотемпературна искра, която може да се използва за създаване на огън. Има данни, че Леденият човек, известен още като Йоци, може да е използвал железен пирит, за да разпали огън.
От желязната епоха до изобретяването на фрикционната запалка в началото на XIX в. от Джон Уокър използването на кремък и стомана е обичаен метод за запалване на огън. Ударното запалване на огън е било разпространено в Европа през древността, Средновековието и Епохата на викингите.
Когато са се използвали кремък и стомана, стоманеното парче често се е съхранявало заедно с кремък и прахан (или друг лесно запалим сух материал). В Тибет и Монголия те се носели в кожена торбичка, наричана в английския език chuckmuck (от турската дума за кремък Çakmak taşı).
В Япония паленето на огън с удар се е извършвало с ахат или дори кварц. То се е използвало и като ритуал, за да донесе късмет или да предпази от зло. Нинджите използват Uchitake (打竹) – инструмент за носене на тлееща жарава в къса бамбукова тръба, от която запалвали огън.

## Използване
Видът и твърдостта на използваната стомана са важни. Високовъглеродните стомани лесно „пускат“ искри. Желязото и неговите сплави (като неръждаема стомана и др.) са по-твърди и образуват по-малко искри. Стоманата трябва да е закалена, но да е по-мека от кремъка (или подобен камък), който предизвиква искрата. Стари пили, листови и винтови пружини и ръждясали градински инструменти могат да се използват като огнива.
Освен кремък могат да се използват и други твърди, непорьозни скали, които могат да образуват остри ръбове, като например силициеви шисти, кварц, ахат, яспис или халцедон.
Острият ръб на кремъка се използва за нанасяне на силни удари по стоманата под остър ъгъл, за да се откъснат или отрежат малки частици метал. В резултат на пирофорността на стоманата стружките се окисляват с горене във въздуха. Разтопените, окисляващи се искри след това запалват праханта (или друг подходящ материал).